# 卡利诺夫卡
卡利诺夫卡（羅馬化：Kalinovka）是俄罗斯库尔斯克州霍穆托夫卡區的一个小村庄，位于与乌克兰的边境以东11公里。平均海拔169米。2010年人口为1262人。境内有丰富的铁矿资源。前苏联领导人尼基塔·赫魯曉夫就出生于此。
在1943年的库尔斯克会战中，该村庄遭到了严重的破坏。德军的装甲掷弹兵（包括大德意志装甲掷弹兵师）一度短暂占领该地，并使苏军遭受了很大的损失。